# Chuyến bay 14 của FedEx Express
Chuyến bay 14 của FedEx Express (FX14/FDX14) là chuyến bay chở hàng theo lịch trình từ Singapore đến Newark, New Jersey, qua Malaysia, Đài Loan và Alaska. Vào ngày 31 tháng 7 năm 1997, chiếc máy bay bay tuyến đường này đã bị rơi khi hạ cánh ở chặng cuối tại Sân bay Quốc tế Newark (EWR), đảo chiều và bốc cháy, khiến cả 5 người trên máy bay bị thương.

## Diễn biến

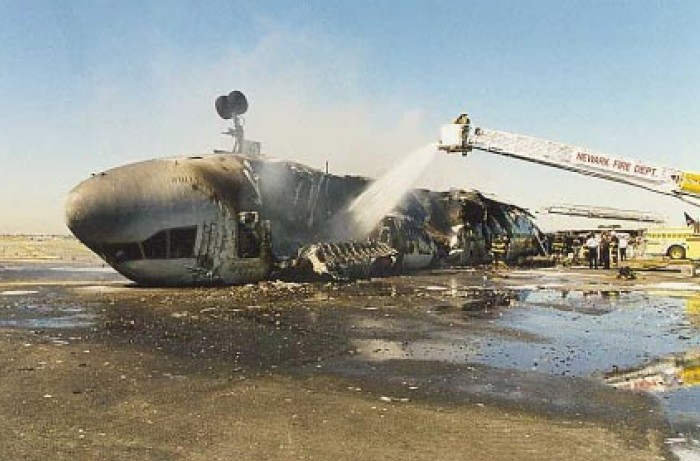
Xác của N611FE sau khi ngọn lửa được dập tắt

Chuyến bay 14 bị rơi khi hạ cánh trên đường băng 22R tại Sân bay Newark vào ngày 31 tháng 7 năm 1997. Chuyến bay xuất phát từ Singapore với các điểm dừng trung gian ở Penang, Malaysia, tiếp theo là Đài Bắc, Đài Loan và sau đó là Anchorage, Alaska. Ngoài Cơ trưởng và cơ phó, còn có ba hành khách trên máy bay, trong đó có một người ngồi trên ghế phụ.
Trong chuyến bay, các phi công lo ngại rằng họ sẽ có ít khoảng cách dừng sau khi hạ cánh, và cơ trưởng nói rằng ông muốn cho máy bay hạ cánh sớm trên đường băng. Máy bay đã khởi hành với một bộ đảo ngược lực đẩy (trên động cơ bên trái) không hoạt động và các phi công đã biết về các sự cố trong nhật ký bảo dưỡng của máy bay trong đó phanh tự động không kích hoạt được khi hạ cánh. Họ cũng đã hiểu sai dữ liệu về đường băng và vì vậy tin rằng họ có khoảng cách dừng ít hơn so với thực tế.
Việc hạ cánh diễn ra bình thường cho đến khi máy bay bắt đầu chạm đất. Chiếc MD-11 chạm xuống, nảy lên và lăn sang bên phải. Trong lần chạm đất thứ hai, khoảng 1.100 foot (340 m) sau đó, bánh răng bên phải bị gãy và động cơ số 3 (động cơ cánh phải) tiếp xúc với đường băng, tiếp tục lăn bên phải cho đến khi các thanh cánh bên phải bị gãy. Máy bay dừng lại bên phải đường băng, nằm ngửa và bốc cháy. Tất cả năm người cư ngụ đã trốn thoát qua cửa sổ buồng lái. Chiếc máy bay đã bị lửa thiêu rụi.

## Máy bay và phi hành đoàn
Chiếc máy bay được FedEx đặt tên là Joshua, số hiệu chế tạo 48603 và số dòng 553, là một mẫu máy bay chở hàng MD-11F của McDonnell Douglas, trang bị ba động cơ General Electric CF6-80C2D1F. Được đăng ký tại Hoa Kỳ với mã số N611FE, chiếc máy bay này được giao cho FedEx vào tháng 9 năm 1993. Trước khi gặp sự cố, chiếc máy bay đã có tổng cộng 13.034 giờ bay và 2.950 chu kỳ bay (một chu kỳ bay được định nghĩa là một lần cất cánh và hạ cánh), và đã tham gia vào hai sự cố trước đó. Vào tháng 1 năm 1994, khi nó bị hư hại dưới bụng trong một lần hạ cánh nảy xuống Sân bay quốc tế Memphis. Sau đó, vào tháng 11 năm 1994, chiếc máy bay đã bị đập đuôi ở sân bay quốc tế Anchorage. Việc sửa chữa vĩnh viễn đã được thực hiện từ sự cố Anchorage trong vòng vài ngày sau cuộc tấn công, và việc sửa chữa vĩnh viễn cho sự cố Memphis đã được thực hiện trong lần kiểm tra C tiếp theo vào tháng 8 năm 1995.
Cơ trưởng là Robert M. Freeman, 46 tuổi, gia nhập FedEx vào năm 1988 khi hãng này mua lại Flying Tiger Line, công ty mà ông đã từng làm việc từ năm 1978. Freeman đã có tổng cộng 11.000 giờ bay, trong đó có 1.253 giờ trên MD- 11. Sĩ quan đầu tiên là Donald E. Goodin, 39 tuổi, đã làm việc cho FedEx từ năm 1994, từng là cựu phi công của Lực lượng Không quân Hoa Kỳ từ năm 1977 đến năm 1994 và có 3.703 giờ bay, mặc dù chỉ có 592 giờ trong số đó làm việc cho FedEx. Goodin chỉ có 92 giờ trên MD-11.:11–12

## Điều tra
Ủy ban An toàn Giao thông Quốc gia (NTSB) đã tiến hành một cuộc điều tra đầy đủ về vụ tai nạn và kết luận rằng nguyên nhân có thể xảy ra là do cơ trưởng đã điều khiển máy bay quá mức trong khi hạ cánh và việc anh ta không thể bay vòng sau khi bùng phát mất ổn định. Bắt đầu ở độ cao khoảng 17 foot (5,2 m) so với đường băng, cơ trưởng đã hạ thấp mũi xuống, có thể là để hạ cánh sớm hơn, sau đó nâng mũi lên và tăng lực đẩy để làm chậm quá trình hạ độ cao của máy bay, sau đó lại đẩy mũi xuống (khoảng thời gian lần chạm đất đầu tiên) để cố gắng giữ máy bay trên đường băng. Các đầu vào điều khiển cuối cùng này là "quá muộn và quá lớn" để ổn định quá trình hạ cánh, đồng thời tốc độ chìm cao và cuộn sang phải của máy bay đã nén thanh chống của bộ phận hạ cánh bên phải ở lần chạm đất thứ hai, làm gãy thanh sau cánh phải và làm vỡ bình nhiên liệu bên phải.

## Khuyến nghị an toàn của NTSB
Theo kết quả điều tra vụ tai nạn này, NTSB đã đưa ra các khuyến nghị mới dựa trên những phát hiện và kết luận của họ để cải thiện sự an toàn trong hoạt động của máy bay loại MD-11, bao gồm cả việc FAA phát triển các công cụ đào tạo phi công mới để "bao gồm thông tin về các yếu tố có thể góp phần gây ra lỗi cấu trúc liên quan đến thiết bị hạ cánh, cánh và thân máy bay, chẳng hạn như giới hạn tốc độ chìm thiết kế; giới hạn góc cuộn; tốc độ cuộn của đầu vào điều khiển; tốc độ dốc; hạ cánh một bánh răng; ảnh hưởng của việc giảm lực nâng; và hậu quả tải trọng cấu trúc thanh chống và bánh xe hạ cánh dưới đáy; cung cấp một giáo trình đào tạo giả lập về việc thực hiện các phương pháp tiếp cận ổn định đối với pháo sáng hạ cánh, xác định các pháo sáng hạ cánh không ổn định và phục hồi sau những tình huống này, bao gồm các kỹ thuật phục hồi tốc độ chìm cao thích hợp trong quá trình bắn pháo sáng để hạ cánh, các kỹ thuật để tránh và phục hồi sau khi kiểm soát quá mức về độ cao trước khi chạm bóng và các kỹ thuật để tránh kiểm soát quá mức và xuất hiện sớm ure derotation trong khi hạ cánh bị trả lại; và để thúc đẩy một định hướng hướng tới một bước đi chủ động."

## Hậu quả
Vì vai trò của mình trong vụ tai nạn, Cơ trưởng Freeman đã bị FedEx sa thải vào ngày 30 tháng 10 năm 2000. Tuy nhiên, liên đoàn phi công FedEx đã chỉ trích quyết định này và tuyên bố rằng họ sẽ kháng cáo, với lý do vụ tai nạn là do lỗi thiết kế máy bay.

## Số chuyến bay
FedEx Express tiếp tục sử dụng số hiệu chuyến bay 14 làm số chuyến bay hoạt động ngày  nay; tuyến đường đã được sửa đổi để bắt đầu từ Hồng Kông, với điểm dừng ở Đài Bắc trước khi tiếp tục đến Anchorage và Memphis là điểm đến.

## Truyền thông
Các vụ tai nạn Chuyến bay 14 của FedEx Express và một vụ tai nạn tương tự vào năm 2009 của một McDonnell Douglas MD-11 khác, Chuyến bay 80 của FedEx Express tại Sân bay quốc tế Narita ở Nhật Bản, đều được đề cập trong Phần 14 của Mayday (Air Crash Investigation, Air Disaster), tập 5, có tựa đề "Cú hích cuối cùng".